# 鍾大焜
鍾大焜（?—?），原名淑焜，字德焜，号香樵，福建省福州府侯官縣人，清朝政治人物、進士出身。

## 生平
光緒三年（1877年），参加丁丑科殿試，登進士二甲第35名。同年五月，分部學習。

## 家族
孙锺为桢。